# Narrkantarell
Narrkantarell (Hygrophoropsis aurantiaca)   är en svampart i familjen Hygrophoropsidaceae. Den kan förväxlas med matsvampen kantarell. Narrkantarell är dock ingen matsvamp. Andra namn som förekommer i litteraturen är falsk kantarell, brandgul kantarell och brandgul trattskivling.

## Kännetecken
- Narrkantarell har riktiga skivor. Dessa är mycket täta och mer rödaktiga än kantarellens åsar.
- Narrkantarell har en mer tunnköttig hatt och ihålig fot.
- Narrkantarell har en tydligare gräns till foten än kantarellen.
- Narrkantarell är mjuk och sladdrig i konsistensen, medan kantarellen är fast.

Narrkantarell är ingen matsvamp. Dess giftighet är osäker , men med anledning av dess släktskap med den giftiga pluggskivlingen avråds folk från att äta den. Den innehåller toxiska proteiner, som normalt spjälkas sönder under tillagning och av människans magsaft. Dessa kan dock leda till blodbesvär hos personer med nedsatt magsaftutsöndring, trots ordentlig temperatur vid tillagning.